# Pamela Sharon
Pamela Sharon (pseudoniem) is een Nederlands jeugdschrijfster en leerkracht en leesspecialist in het basisonderwijs.

## Levensloop
In 2019 debuteerde Pamela Sharon met De Geur van Groen bij Uitgeverij Moon, nadat zij tweede was geworden in de Moon YA-contest, een schrijfwedstrijd voor nieuw talent. Het boek werd geplaatst op de tiplijst van de Jonge Jury 2020 en werd genomineerd voor het Beste Boek voor Jongeren. In september 2020 werd het boek als nieuwe titel toegevoegd aan de titellijst van Lezen voor de Lijst (12-15 jaar, niveau 1).
In 2021 kwam haar tweede Young Adult boek uit, Wie ik gisteren was. 
In maart 2025 werd haar debuutroman (vertaling van De geur van groen) door de jeugdjury genomineerd voor de Duitse Jeugdliteratuurprijs.
Samen met de schrijvers Chinouk Thijssen, Astrid Boonstoppel en Laura Diane maakt zij de podcast I Write Better Than I talk.